# Kara-Bogaz-Gol
Il Kara-Bogaz-Gol o Garabogazköl (in turkmeno: "lago dello stretto nero") è un'insenatura del mar Caspio situata nella parte nord-occidentale del Turkmenistan.

## Generalità
La baia Kara-Bogaz-Gol si trova all'interno di una depressione poco profonda (alcuni metri al di sotto del livello del contiguo Mar Caspio) ed ha una superficie complessiva di circa 18000 km quadrati.
Il suo volume d'acqua subisce variazioni stagionali anche sensibili, correlate con quelle del Mar Caspio, con il quale confina ad ovest e da cui è separato solo da una strettissima lingua di terra sabbiosa; quest'ultima è interrotta solo in coincidenza di una stretta apertura (larga 100-300 m e profonda 4-7 m che dal 1980 è attraversata da una diga) in cui viene incanalato un potentissimo flusso d'acqua proveniente dal Mar Caspio, che scende giù nella depressione dove si trova la vasta baia.
A volte il golfo di Garabogazköl arriva a contenere così tanta acqua da diventare una grande baia del Mar Caspio, mentre altre volte il livello d'acqua cala drasticamente.

## Il sale e l'intervento umano
Le acque del golfo hanno una salinità straordinariamente elevata (circa il 35%, mentre quella del Mar Caspio si attesta sull'1,2%): in pratica non esiste fauna o flora acquatica. Dalle acque sono estratti, oltre al comune sale da cucina (cloruro di sodio), anche il solfato di sodio, la bischofite e l'epsomite.
Nella parte meridionale della baia vi sono grossi cumuli di sale (saline), che negli anni '20 venivano adoperati dalla popolazione locale, ma la raccolta a mano cessò nel 1930 ed il commercio del sale si spostò a nord-ovest e più precisamente a Bekdash, una città di circa 10 000 abitanti sita al confine con il Mar Caspio, la quale è attualmente sede dell'Industria del sale.
Dagli anni cinquanta in poi si è cominciato a pompare acqua da profondità inferiori al livello della baia stessa, ottenendo tipi di sali di qualità superiore. Nel 1963 a Bekdash iniziò la costruzione di un moderno impianto per la produzione del sale, funzionante tutto l'anno indipendentemente dall'evaporazione naturale. Questo stabilimento è stato completato nel 1973.
Negli anni '80 iniziarono a manifestarsi svariati problemi correlati con l'estrazione del sale (analoghi a quelli verificatosi in seguito al prosciugarsi del Lago d'Aral): il terreno venne progressivamente contaminato dalla salsedine, la quale causò svariati problemi di salute alle popolazioni locali ma anche a quelle residenti a centinaia di chilometri ad est, in quanto il sale vi arrivava trasportato dal vento sotto forma di polvere.
La crisi era in parte dovuta all'intervento sovietico operato nel 1980: i due specchi d'acqua erano stati separati dato che nella baia, poco profonda, l'eccessiva evaporazione sembrava mettere in pericolo la sopravvivenza del Mar Caspio. Una volta sviluppatasi la crisi ambientale, nel '92 le autorità rimediarono riaprendo la diga che separava i due bacini. Il Kara-Bogaz-Gol, nel frattempo prosciugato da nove anni, ritornò a riempirsi.